# Ordre du mérite militaire de Charles-Frédéric

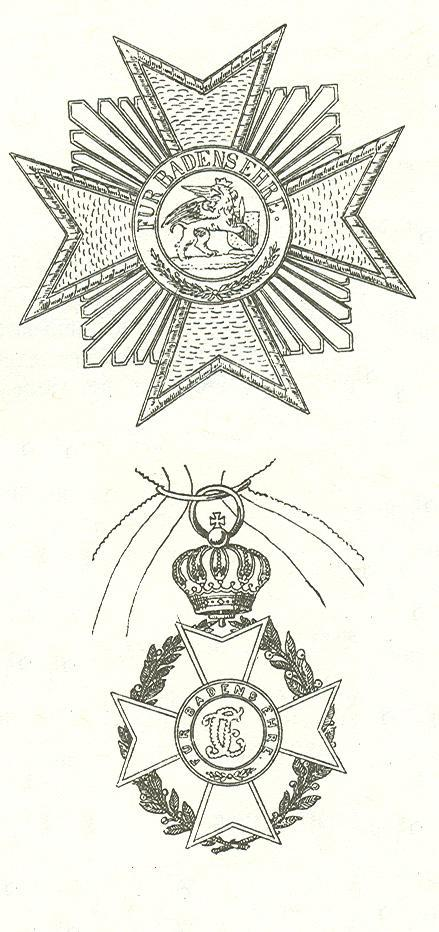

L'ordre du mérite militaire de Charles-Frédéric est un ordre fondé le 4 avril 1807[réf. nécessaire] par le grand-duc Charles Ier Frédéric de Bade.

## Organisation
L'ordre comporte 3 classes.

## Insigne
La décoration est une croix à quatre branches émaillées de blanc et à huit pointes. Le ruban est jaune avec un large bande rouge au milieu et un étroit liseré blanc.